# Młodzi filadelfijczycy
Młodzi filadelfijczycy (org. The Young Philadelphians) – amerykański melodramat z 1959 roku w reżyserii Vincenta Shermana. Adaptacja bestselerowej powieści Richarda P. Powella pt. The Philadelphian z 1956 roku.

## Opis fabuły
Pełna zawiłości i nieoczekiwanych zwrotów historia kariery młodego i zdolnego Tony Lawrence'a. Ambitny człowiek dzięki swojemu talentowi, uporowi i szczęściu, po latach staje się uznanym i wziętym prawnikiem. 

## Obsada aktorska
- Paul Newman – Anthony "Tony" Lawrence/narrator
- Barbara Rush – Joan Dickinson
- Alexis Smith – Carol Wharton
- Brian Keith – Mike Flanagan
- Diane Brewster – Kate Judson Lawrence
- Billie Burke – pani J. Arthur Allen
- John Williams – Gilbert Dickinson
- Robert Vaughn – Chester A. "Chet" Gwynn
- Otto Kruger – John Marshall Wharton
- Paul Picerni – Louis Donetti
- Robert Douglas – Morton Stearnes
- Frank Conroy – dr Shippen Stearnes
- Adam West – William Lawrence III
- Anthony Eisley – Carter Henry
- Richard Deacon – George Archibald

i inni. 

## O filmie
Roboczy tytuł filmu był taki sam jak powieść Richarda P. Powella na której był oparty jego scenariusz (The Philadelphian). Jednak obraz Shermana został poważnie okrojony w stosunku do literackiego pierwowzoru, którego akcja obejmowała trzy pokolenia filadelfijczyków. Reżyser skupił się prawie wyłącznie na postaci głównego bohatera, zawężając fabułę do przełomu lat 40. i 50.. 
Uroczysta premiera filmu odbyła się w Filadelfii 19 maja 1959 roku w  Stanley Theatre, a prowadził ją znany prezenter radiowy i telewizyjny Dick Clark. 
Film okazał się być niezłym sukcesem kasowym. Podczas pierwszego weekendu wyświetlania (opening week) w kinach amerykańskich pod względem przychodów uplasował się na drugim miejscu, tuż za komedią Pół żartem, pół serio. 
Dla odtwórcy głównej roli – Paula Newmana – udział w filmie był powrotem do współpracy z wytwórnią Warner Bros., po rolach w dwóch innych filmach nakręconych dla konkurencyjnych wytwórni – MGM i 20th Century Fox (Kotka na gorącym blaszanym dachu i Awantura w Putman's Landing). Młodzi filadelfijczycy, po filmach: Srebrny kielich z 1954, Historia Heleny Morgan z 1957 i Gwiazda szczęścia Billy Kida z 1958, był jedynym z czterech filmów wytwórni Warner Bros. z udziałem Newmana jaki przyniósł dochód. Jednak sam aktor otrzymał za niego jedynie 17,5 tys. dolarów, co skłoniło jego prawników do negocjacji z wytwórnią o wycofaniu się Paula z kontraktu. 
Film spotkał się z dość sceptycznymi opiniami krytyków. Po latach, w rankingu popularnego, filmowego serwisu internetowego Rotten Tomatoes posiada jednak dość wysoką, pozytywną, 71-procentową ocenę "czerwonych pomidorów".

## Nagrody
Film otrzymał trzy nominacje do nagrody Oscara. Były to: najlepszy aktor drugoplanowy dla Roberta Vaughna, najlepsze kostiumy dla Howarda Shoupa i najlepsze zdjęcia dla Harry'ego Stradling Sr. Otrzymał również jedną nominację do nagrody Złotego Globu w kategorii najlepszy aktor drugoplanowy dla Roberta Vaughna. 